# プロジェクトV 史上最悪のダム災害
『プロジェクトV 史上最悪のダム災害』（プロジェクトバイオント しじょうさいあくのダムさいがい、原題：Vajont - La diga del disonore）は、2001年制作のイタリア・フランスのパニック映画。1963年にイタリアのヴァイオントダムで起きた、2000名以上の犠牲者を出した地すべり・溢水災害を描いた作品である。日本では劇場未公開。

## あらすじ

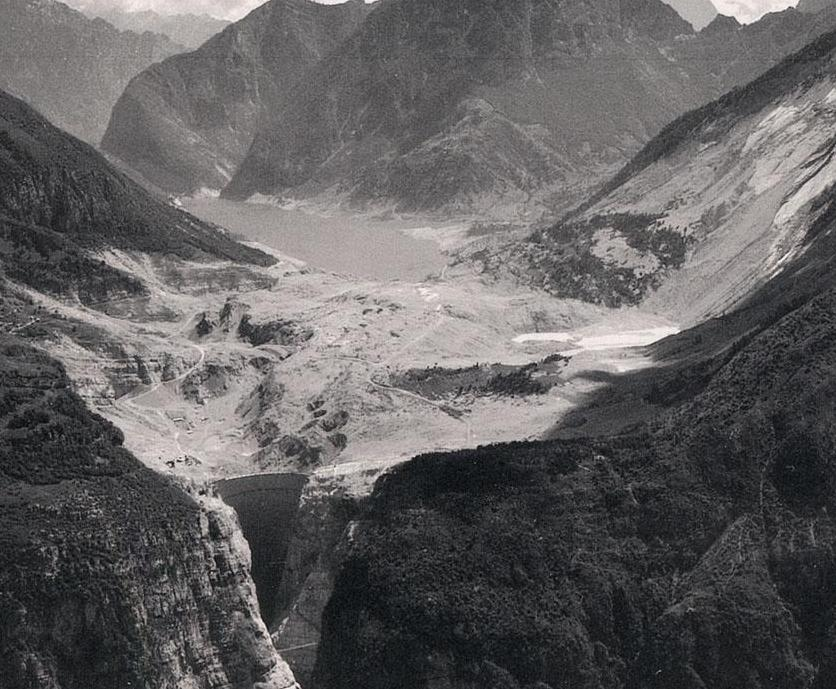
災害後のヴァイオントダム

1959年、イタリア東部のヴァイオント渓谷でヨーロッパ最大のダムの建設が始まる。だが、ジャーナリストのティナは同年にフランスのマルパッセダムで起きた地すべり災害を引き合いに出し、建設中のダムにマルパッセの地すべり災害を上回る危険が存在していることを新聞で指摘する。
しかし、彼女の訴えは無視され建設工事は進み、1960年にダムは完成する。そして1963年10月9日、ティナの危惧は現実のものとなる。

## キャスト
- カルロ・セメンツァ：ミシェル・セロー（吹替：木村雅史）
- アルベリコ・ビアデーネ：ダニエル・オートゥイユ（吹替：隈本吉成）
- オルモ：ホルヘ・ペルゴリア（吹替：松岡大介）
- ティナ・メルリン：ラウラ・モランテ（吹替：植松りか）
- ジョルジオ：フィリップ・ルロワ
- フィリピーヌ・ルロワ＝ボリュー
- アンチーラ：アニタ・カプリオーリ（吹替：ほんだりんこ）
- パンチーニ：レオ・グロッタ（吹替：御園行洋）
- フランソワ・モンタギュ